# オーガスターナ
オーガスターナ (Augustana) とは、アメリカ合衆国 ,カリフォルニア州 ,サンディエゴにて結成されたピアノ・ロックバンドである。
コールドプレイ等と比較される、その繊細かつ叙情的な楽曲が全米で話題となり、高い人気を誇るようになる。
また、2005年に発表した1stアルバム「All the Stars and Boulevards」は、これまでに全米で150万枚以上を売り上げており、同アルバムに収録されている「"Boston"」は、彼等の代表曲である。
2011年ボーカルのダン・レイアス以外のメンバーは脱退し、ダンのみで活動している。

## 現在のメンバー
- ダン・レイアス/Dan Layus - ヴォーカル・ピアノ・ギター

### 旧メンバー
- ジョサイア・ローゼン/Josiah Rosen -
- クリス・サクトロベン/Chris Sachtleben - ギター・マンダリン
- ジャレド・パロマー/Jared Palomar - ベース
- ジャスティン・サウス/Justin South - ドラム
- ジョン・ビンセント/John Vincent - キーボード

## 略歴
カリフォルニア州,サンディエゴにある大学で、音楽科を専攻していたダン・レイアスが中心となり、2002年に結成。その後は、ダンが高校時代に作成した楽曲（主に、彼の当時のガールフレンドへ向けたラヴソング）をレコーディングしながら、バンド活動を行う事となる。なお、バンド名は当初「ザ・ルッキング・グラス(The Looking Glass)」にしたかったらしいが、他に同じ名前のバンドがいた為、ラテン語で「希望の小さな兆し」を意味する「オーガスターナ(Augustana)」と名付けられた。
2004年には、大手メジャーレーベルのEpic Recordsと契約を結ぶ。
2005年に、1stアルバム「All the Stars and Boulevards」をリリースすると、このアルバムからの2ndシングル「"Boston"」が全米で130万ダウンロードを記録する大ヒットを記録。このシングル曲の成功も相まって、結果的に1stアルバムは、全米で150万枚以上を売り上げプラチナム・ディスクに認定された。
2008年には2ndアルバムとなる「Can't Love, Can't Hurt」をリリース。全米アルバムチャートにて初登場21位を記録。
2011年、3rdアルバム「Augustana」をリリース。
2014年、4thアルバム「Life Imitating Life」をリリース。

## ディスコグラフィー

### アルバム
| 発売日        | アルバムのタイトル           | 販売レーベル | 全米アルバムチャート最高位 |
| 2005年9月6日  | All the Stars and Boulevards | Epic Records | 96位                       |
| 2008年4月29日 | Can't Love, Can't Hurt       | Epic Records | 21位                       |
| 2011年4月26日 | Augustana                    | Epic Records | 29位                       |
| 2014年4月22日 | Life Imitating Life          | Razor & Tie  | 67位                       |

### シングル
| 発表 | 曲名                     | 各チャート最高位 | 各チャート最高位 | 各チャート最高位 | 各チャート最高位 | 各チャート最高位 | 収録アルバム                 |
| 発表 | 曲名                     | US Hot 100       | US Pop 100       | US Hot Adult     | US Hot Digital   | US Mainstream    | 収録アルバム                 |
| ---- | ------------------------ | ---------------- | ---------------- | ---------------- | ---------------- | ---------------- | ---------------------------- |
| 2005 | "Stars and Boulevards"   | 74               | 93               | 25               | 57               | 26               | All the Stars and Boulevards |
| 2006 | "Boston"                 | 34               | 31               | 22               | 22               | 24               | All the Stars and Boulevards |
| 2008 | "Sweet and Low"          | 88               | 66               | 34               | 44               | -                | Can't Love, Can't Hurt       |
| 2008 | "I Still Ain't Over You" | -                | -                | -                | -                | -                | Can't Love, Can't Hurt       |